# Complexo do Amarelinho
Complexo do Amarelinho, oficialmente o Conjunto Residencial Areal, é uma favela da cidade do Rio de Janeiro, situada às margens da Avenida Brasil (então "Avenida das Bandeiras"), no bairro de Acari, próximo a Coelho Neto e Irajá. Originalmente, havia o projeto de entregar um conjunto estruturado, com 600 unidades habitacionais, construído na década de 1950 com recursos do Instituto de Aposentadorias e Pensões dos Industriários, como habitação subsidiada para trabalhadores assalariados de classe média e baixa.
O nome popular de Amarelinho deve-se à cor amarela predominante da fachada dos prédios. No Amarelinho encontra-se a escola de samba Corações Unidos do Amarelinho.